# 제16회 미국 배우 조합상
제16회 미국 배우 조합상은 2009년 뛰어난 활동을 보인 영화 배우를 기리기 위해 2010년 1월에 열린 시상식이다. 로스 앤젤레스 , Shrine Exposition Center에서 개최되었다.

## 수상 및 후보

### 영화부문 앙상블상
- 바스터즈: 거친 녀석들 수상
- 언 애듀케이션
- 허트 로커
- 나인
- 프레셔스

### 영화부문 여우주연상
- 블라인드 사이드 - 산드라 블록 수상
- 마지막 정거장 - 헬렌 미렌
- 언 애듀케이션 - 캐리 멀리건
- 프레셔스 - 가보리 시디베
- 줄리 & 줄리아 - 메릴 스트립

### 영화부문 남우주연상
- 크레이지 하트 - 제프 브리지스 수상
- 인 디 에어 - 조지 클루니
- 싱글 맨 - 콜린 퍼스
- 우리가 꿈꾸는 기적: 인빅터스 - 모건 프리먼
- 허트 로커 - 제레미 레너

### 영화부문 여우조연상
- 프레셔스 - 모니크 수상
- 나인 - 페넬로페 크루즈
- 인 디 에어 - 베라 파미가
- 인 디 에어 - 안나 켄드릭
- 바스터즈: 거친 녀석들 - 다이앤 크루거

### 영화부문 남우조연상
- 바스터즈: 거친 녀석들 - 크리스토프 왈츠 수상
- 우리가 꿈꾸는 기적: 인빅터스 - 맷 데이먼
- 메신저 - 우디 해럴슨
- 러블리 본즈 - 스탠리 투치

### 영화부문 스턴트 상
- 스타 트렉: 더 비기닝 수상
- 퍼블릭 에너미
- 트랜스포머: 패자의 역습

### TV드라마부문 앙상블연기상
- 매드 맨 수상
- 클로저
- 덱스터
- 굿 와이프
- 트루 블러드

### TV드라마부문연기상(여자)
- The Good Wife - 줄리아나 마굴리스 수상
- 미디엄 - 패트리샤 아퀘트
- 데미지 - 글렌 클로즈
- 법과 질서 - 성범죄 수사대 - 마리스카 하지테이
- 세이빙 그레이스 - 홀리 헌터
- 클로저 - 카이라 세드윅

### TV드라마부문연기상(남자)
- 덱스터 - 마이클 C. 홀 수상
- 멘탈리스트 - 사이먼 베이커
- 브레이크 배드 - 브라이언 크랜스톤
- 매드 맨 - 존 햄
- 하우스 M.D. - 휴 로리

### 코미디부문 앙상블연기상
- 글리 수상
- 30 락
- 커브 유어 인쑤지애즘
- 모던 패밀리
- 오피스

### 코미디부문연기상(여자)
- 30 락 - 티나 페이 수상
- 사만다가 누구야? - 크리스티나 애플게이트
- 유나이티드 스테이트 오브 타라 - 토니 콜렛
- 너스 재키 - 에디 팔코
- 뉴 어드벤처 오브 올드 크리스틴 - 줄리아 루이스 드레이퍼스

### 코미디부문연기상(남자)
- 30 락 - 알렉 볼드윈 수상
- 오피스 - 스티브 카렐
- 커브 유어 인쑤지애즘 - 래리 데이빗
- 탐정 몽크 - 토니 샬호브
- 투 앤 어 하프 멘 - 찰리 쉰

### TV영화/미니시리즈부문 연기상(여자)
- 그레이 가든스 - 드류 베리모어 수상
- GEORGIA O'KEEFFE - 조안 알렌
- 그레이 가든스 - 제시카 랭
- 바비를 위한 기도 - 시고니 위버

### TV영화/미니시리즈부문 연기상(남자)
- 챈스 일병의 귀환 - 케빈 베이컨 수상
- 타고난 재능: 벤 카슨 스토리 - 쿠바 구딩 쥬니어
- GREAT PERFORMANCES: CYRANO de BERGERAC - 케빈 클라인
- A NUMBER - 톰 윌킨슨
- GEORGIA O'KEEFFE - 제레미 아이언스

### TV부문 스턴트 상
- 24 수상
- 클로저
- 덱스터
- 히어로즈
- 더 유닛